# Sanfins (Santa Maria da Feira)
Sanfins is een plaats (freguesia) in de Portugese gemeente Santa Maria da Feira en telt 1 970 inwoners (2001).